# Mort Castle
Mort Castle, właśc. Morton Castle (ur. w 1946 roku w Chicago w stanie Illinois), amerykański pisarz, nauczyciel pisarstwa, twórca horrorów.
Jako pisarz horrorów oraz nauczyciel pisarstwa Castle ma w dorobku ponad 350 publikacji obejmujących artykuły, opowiadania oraz kilka powieści takich jak: Obcy (The Strangers, 1984) oraz Zagubione dusze (Cursed Be the Child, 1990). 
Pierwsza powieść Morta Castle: ESP Attack została opublikowana w 1967 roku. Od tego czasu zaczął pisać do różnych magazynów literackich. W międzyczasie był również muzykiem, komikiem, hipnotyzerem, nauczycielem angielskiego (przez 11 lat), redaktorem magazynów i scenarzystą komiksów. 
Obecnie wraz ze swoją żoną mieszka we wsi Crete w stanie Illinois. Wykłada na Columbia College Chicago oraz jest redaktorem Doorways Magazine. Jako nauczyciel pisarstwa jest też częstym gościem konferencji poświęconych pisaniu, na których wygłosił już ponad 800 prezentacji. Książka pod jego redakcją Writing Horror stała się „biblią” dla początkujących autorów horrorów. 
Za swoje opowiadania Castle był nominowany do wielu nagród, m.in. Nagrody Pulitzera oraz Nagrody Brama Stokera. 

### Powieści
- 1967 ESP Attack
- 1976 The Deadly Election
- 1984 Obcy (The Strangers)
- 1990 Zagubione dusze (Cursed Be the Child)

### Zbiory opowiadań
- 1988 So Many Tomorrows: Three Stories About Children
- 1999 In Memoriam: Papa, Blake and HPL
- 2000 Księżyc na wodzie (Moon on the Water)
  - Jeśli weźmiesz mnie za rękę, mój synu (If You Take My Hand, My Son, 1987)
  - Dziecięce lęki (Fear in Children, 1977)
  - Miejsce Hendersona/Dziewczyna o oczach w kolorze lata (Henderson's Place/The Girl with the Summer Eyes, 1977)
  - Pistolet z drugiej wojny (The W.W. II Pistol, 1974)
  - Tato jest naprawdę bystry (Pop is Real Smart, 1989)
  - Uzdrawiacze (Healers, 1988)
  - Z ojcem w zoo, a potem do domu (With Father, at the Zoo, then Home, 1972)
  - Kasztanowy Jim w Egipcie (Buckeye Jim in Egypt, 1995)
  - Bird nie żyje (Bird's Dead, 2000)
  - Pędzący koń, wysoki biały dźwięk (The Running Horse, the High, White Sound, 1989)
  - Pewnego dnia zrobię film (A Someday Movie, 1974)
  - Pora przyjęcia (Party Time, 1984)
  - Miłość, nienawiść i piękne morze złomu (Love, Hate, and the Beautiful Junkyard Sea, 1991)
  - FDR: historia miłości (FDR: A Love Story, 1977)
  - Księżyc na wodzie (Moon on the Water, 1978)
  - Wiadomość (The Call, 1994)
  - Jaś, Małgosia i Baba Jaga: listy do artystki (Hansel, Gretel, the Witch: Notes to the Artist, 1993)
  - Dodatkowe korzyści (Other Advantages, 1975)
  - Duży brat Mulbray i książka (Big Brother Mulbray and the Little Golden Book, 1976)
  - Altenmoor, gdzie tańczą psy (Altenmoor, Where the Dogs Dance, 1974)
  - Historia Dani (Dani's Story, 1995)
  - Stary człowiek i zmarli (The Old Man and the Dead, 1992)
- 2002 Nations of the Living, Nations of the Dead
- 2010 New Moon Over Water

### Inne
- 1986 Nukes: Four Horror Writers on the Ultimate Horror: Stories (pod redakcją Morta Castle)
- 1997 Writing Horror: A Handbook By the Horror Writers Association (pod redakcją Morta Castle)

### Scenariusze do komiksów
- The Illustrated Book of Fears
- Dream Angel
- Monolith
- Secret Files: Invasion Day
- Leatherface: Texas Chainsaw Massacre
- Marilyn Monroe: Tragic Goddess
- Night City